# Клайв Стенден
Клайв Джеймс Стенден (англ. Clive James Standen, 22 липня 1981, Холівуд, Даун, Північна Ірландія) — британський актор. Найбільш відомий за ролями сера Ґавейна в телесеріалі «Камелот», Арчера, який згодом став наступним Робіном Гудом в серіалі «Робін Гуд», рядового Карла Харріса в культовому телесеріалі «Доктор Хто» і вікінга Ролло, брата легендарного Рагнара Лодброка в історичному серіалі «Вікінги» .

## Раннє життя
Він народився на базі британської армії в Холівуді в графстві Даун, Північна Ірландія, у віці двох років переїхав в Лестершир в Східному Мідленді. Він пішов у Школу короля Едварда VII в Мелтон-Моубрей і продовжив вивчати акторську майстерність в Коледжі Мелтон-Моубрей.

## Особисте життя
У 2007 році одружився з Франческою Стенден. Вони живуть в Лондоні зі своїми трьома дітьми.

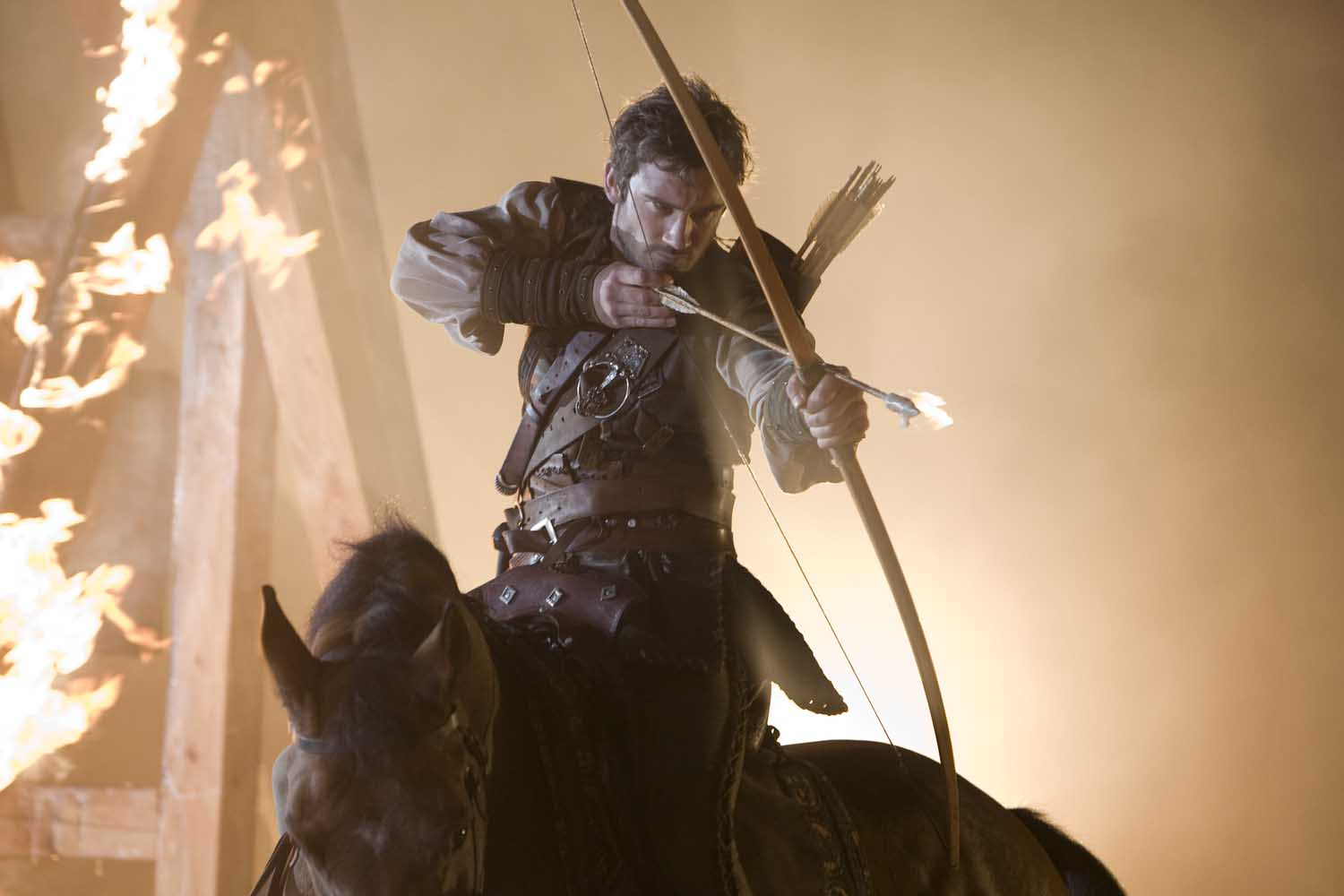
Клайв Стенден в серіалі «Робін Гуд» в 2009 році

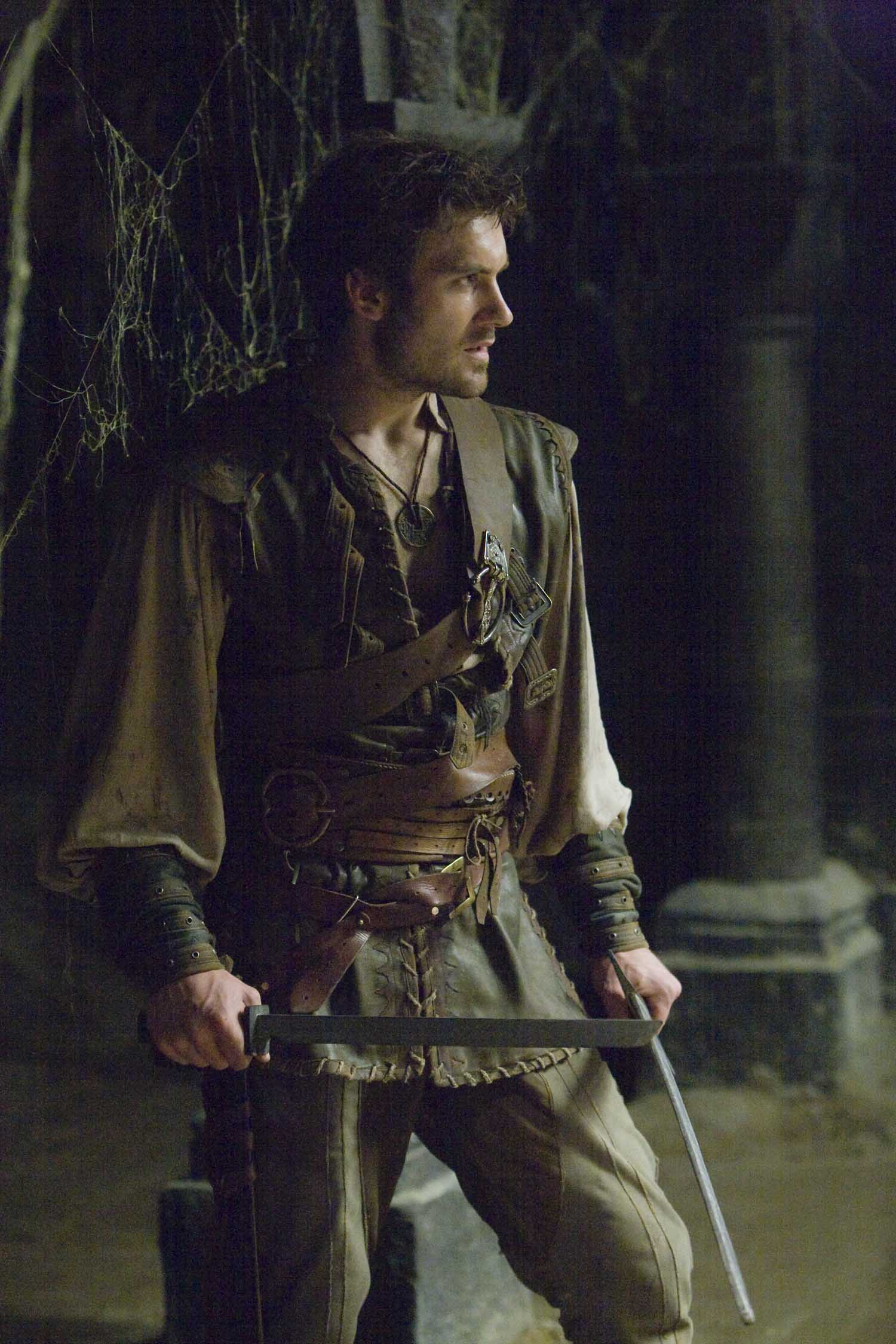
Клайв Стенден у ролі Арчера в 2009 році

## Фільмографія

### Фільми
| Рік  | Назва українською        | Назва англійською      | Роль                | Примітки                                 |
| ---- | ------------------------ | ---------------------- | ------------------- | ---------------------------------------- |
| 2004 |                          | Ten Days to D-Day      | канадський командир | Фільм, що виграв Emmy Award              |
| 2005 | Шкільні роки Тома Брауна | Tom Brown's Schooldays | Брук                | ТВ фільм                                 |
| 2006 | Герої і лиходії          | Heroes and Villains    | Піт                 |                                          |
| 2007 | Намасте Лондон           | Namastey London        | Чарлі Браун         | Cine Award — «Найкращий фільм 2008 року» |
| 2010 |                          | Eating Dust            | Спенс               |                                          |
| 2012 | Молот богів              | Hammer of the Gods     | Хаген               |                                          |
| 2015 | Еверест                  | Everest                | Ед Вістурс          |                                          |
| 2018 |                          | Patient Zero           | Полковник Нокс      |                                          |
| 2018 |                          | In Like Flynn          | Чарлі               |                                          |
| 2019 |                          | Vault                  | Чакі                |                                          |
| 2022 | Вендета                  | Vendetta               | Вільям Дункан       |                                          |

### Телесеріали
| Рік       | Назва українською   | Назва англійською | Роль                | Епізоди                | Примітки         |
| --------- | ------------------- | ----------------- | ------------------- | ---------------------- | ---------------- |
| 2004      | Воскрешаючи мертвих | Waking the Dead   | Мартін Райнор       | епізод в двох частинах |                  |
| 2005      | Лікарі              | Doctors           | Чарлі Халлідей      | 3 епізоди              |                  |
| 2007      | Година Ікс          | Zero Hour         | майор Алан Маршалл  | 1 епізод               |                  |
| 2008      | Доктор Хто          | Doctor Who        | рядовий Карл Харріс | 3 епізоди              | «Поверни наліво» |
| 2009      | Робін Гуд           | Robin Hood        | Арчер               | 3 епізоди              | Основний склад   |
| 2010      | Камелот             | Camelot           | Ґавейн              | 10 епізодів            | Основний склад   |
| 2013–2018 | Вікінги             | Vikings           | Ролло               | 29 епізодів            | Основний склад   |
| 2014      | Атлантида           | Atlantis          | Телемон             | 2 епізоди              |                  |
| 2017-2018 |                     | Taken             | Брайан Міллс        | 26 епізодів            |                  |
| 2020      |                     | Mirage            | Габріель Тейлор     | 6 епізодів             |                  |
| 2020      |                     | Council of Dads   | Ентоні Лавелл       | 10 епізодів            |                  |

## Театр
| Рік       | Назва українською    | Назва англійською          | Театр               | Роль           |
| --------- | -------------------- | -------------------------- | ------------------- | -------------- |
| 2006      | Винахід любові       | The Invention of Love      | Salisbury Playhouse | Мозес Джексон  |
| 2000      | Вестсайдська історія | West Side Story            | Альберт-холл        | Дизель         |
| 1999–2000 |                      | The Ballad of Salmon Pavey | Глобус              | Натаніель Гілс |

## Відео ігри
| Відео гра                   | Рік  | Персонаж                           |
| --------------------------- | ---- | ---------------------------------- |
| Aliens vs. Predator         | 2010 | різні морські / цивільні персонажі |
| Inversion                   | 2012 | Лео / Гальтар                      |
| Ghost recon: Future soldier | 2012 | Косак                              |